# Смит, Элмор
Элмор Смит (англ. Elmore Smith; род. 9 мая 1949 в Мейконе, штат Джорджия) — американский профессиональный баскетболист.

## Ранние годы
Элмор Смит родился 9 мая 1949 года в городе Мейкон (штат Джорджия), учился там же в средней школе Баллард-Хадсон, в которой играл за местную баскетбольную команду. В 1971 году окончил Университет штата Кентукки, где в течение трёх лет играл за баскетбольную команду «Кентукки Стэйт Торобредс».

## Карьера игрока
Играл на позиции центрового. В 1971 году был выбран в первом раунде на драфте НБА под общим 3-м номером командой «Баффало Брейвз». Позже выступал за команды «Лос-Анджелес Лейкерс», «Милуоки Бакс» и «Кливленд Кавальерс». 
28 октября 1973 года, выступая за «Лейкерс», в игре против «Портленд Трэйл Блэйзерс» Смит сделал 17 блок-шотов (в том сезоне блок-шоты впервые стали учитываться в статистике НБА). Этот результат более 50 лет остаётся рекордом НБА по блок-шотам за одну игру. Всего в сезоне 1973/74 Смит делал в среднем 4,85 блок-шота за одну игру, это третий в истории НБА показатель в среднем за сезон.
Всего в НБА провёл 8 сезонов. Включался в первую сборную новичков НБА (1972). Один раз был лидером регулярного чемпионата НБА по блок-шотам (1974). Всего за карьеру в НБА сыграл 562 игры, в которых набрал 7541 очко (в среднем 13,4 за игру), сделал 5962 подбора, 808 передач, 325 перехватов и 1183 блок-шота.

## Статистика

### Статистика в НБА
| Сезон                                                                                    | Команда  | Регулярный сезон | Регулярный сезон | Регулярный сезон | Регулярный сезон | Регулярный сезон | Регулярный сезон | Регулярный сезон | Регулярный сезон | Регулярный сезон | Регулярный сезон | Регулярный сезон | Серия плей-офф | Серия плей-офф | Серия плей-офф | Серия плей-офф | Серия плей-офф | Серия плей-офф | Серия плей-офф | Серия плей-офф | Серия плей-офф | Серия плей-офф | Серия плей-офф |
| Сезон                                                                                    | Команда  | GP               | GS               | MPG              | FG%              | 3P%              | FT%              | RPG              | APG              | SPG              | BPG              | PPG              | GP             | GS             | MPG            | FG%            | 3P%            | FT%            | RPG            | APG            | SPG            | BPG            | PPG            |
| ---------------------------------------------------------------------------------------- | -------- | ---------------- | ---------------- | ---------------- | ---------------- | ---------------- | ---------------- | ---------------- | ---------------- | ---------------- | ---------------- | ---------------- | -------------- | -------------- | -------------- | -------------- | -------------- | -------------- | -------------- | -------------- | -------------- | -------------- | -------------- |
| 1971/72                                                                                  | Баффало  | 78               |                  | 40,8             | 45,4             |                  | 53,4             | 15,2             | 1,4              |                  |                  | 17,3             | Не участвовал  | Не участвовал  | Не участвовал  | Не участвовал  | Не участвовал  | Не участвовал  | Не участвовал  | Не участвовал  | Не участвовал  | Не участвовал  | Не участвовал  |
| 1972/73                                                                                  | Баффало  | 76               |                  | 37,2             | 48,2             |                  | 55,8             | 12,4             | 2,5              |                  |                  | 18,3             | Не участвовал  | Не участвовал  | Не участвовал  | Не участвовал  | Не участвовал  | Не участвовал  | Не участвовал  | Не участвовал  | Не участвовал  | Не участвовал  | Не участвовал  |
| 1973/74                                                                                  | Лейкерс  | 81               |                  | 36,1             | 45,7             |                  | 59,0             | 11,2             | 1,9              | 0,9              | 4,9              | 12,5             | 5              |                | 34,2           | 47,7           |                | 70,6           | 10,6           | 1,2            | 1,4            | 1,6            | 19,2           |
| 1974/75                                                                                  | Лейкерс  | 74               |                  | 31,6             | 49,3             |                  | 48,5             | 10,9             | 2,0              | 1,1              | 2,9              | 10,9             | Не участвовал  | Не участвовал  | Не участвовал  | Не участвовал  | Не участвовал  | Не участвовал  | Не участвовал  | Не участвовал  | Не участвовал  | Не участвовал  | Не участвовал  |
| 1975/76                                                                                  | Милуоки  | 78               |                  | 36,0             | 51,8             |                  | 63,2             | 11,4             | 1,2              | 1,0              | 3,1              | 15,6             | 3              |                | 34,7           | 55,6           |                | 66,7           | 7,3            | 0,3            | 0,7            | 3,7            | 14,7           |
| 1976/77                                                                                  | Милуоки  | 34               |                  | 23,2             | 44,7             |                  | 58,1             | 6,1              | 0,9              | 0,6              | 2,0              | 8,4              | Не участвовал  | Не участвовал  | Не участвовал  | Не участвовал  | Не участвовал  | Не участвовал  | Не участвовал  | Не участвовал  | Не участвовал  | Не участвовал  | Не участвовал  |
| 1976/77                                                                                  | Кливленд | 36               | 8                | 18,8             | 50,4             |                  | 51,9             | 6,4              | 0,4              | 0,4              | 2,1              | 8,7              | 3              |                | 18,7           | 54,5           |                | 62,5           | 8,0            | 0,3            | 1,7            | 1,0            | 13,7           |
| 1977/78                                                                                  | Кливленд | 81               |                  | 24,6             | 49,7             |                  | 66,3             | 8,4              | 0,7              | 0,6              | 2,2              | 12,5             | 2              |                | 28,0           | 45,8           |                | 50,0           | 9,5            | 0,0            | 1,5            | 1,5            | 12,5           |
| 1978/79                                                                                  | Кливленд | 24               |                  | 13,8             | 53,1             |                  | 69,2             | 4,4              | 0,5              | 0,3              | 0,7              | 6,5              | Не участвовал  | Не участвовал  | Не участвовал  | Не участвовал  | Не участвовал  | Не участвовал  | Не участвовал  | Не участвовал  | Не участвовал  | Не участвовал  | Не участвовал  |
|                                                                                          | Всего    | 562              | 8                | 31,8             | 48,2             |                  | 57,9             | 10,6             | 1,4              | 0,8              | 2,9              | 13,4             | 13             |                | 29,8           | 50,0           |                | 65,4           | 9,1            | 0,6            | 1,3            | 1,9            | 15,8           |
| Наведите курсор мыши на аббревиатуры в заголовке таблицы, чтобы прочесть их расшифровку. |          |                  |                  |                  |                  |                  |                  |                  |                  |                  |                  |                  |                |                |                |                |                |                |                |                |                |                |                |